# Fræna
Fræna és un municipi situat al comtat de Møre og Romsdal, Noruega. Té 9.717 habitants (2016) i té una superfície de 369.61 km². El centre administratiu del municipi és el poble d'Elnesvågen.
El municipi de Fræna s'asseu a l'extrem nord-oest de la península de Romsdal. El mar de Noruega es troba al nord, i l'estret Harøyfjorden, i el municipi d'Aukra es troben a l'oest. El municipi de Molde es troba al sud, i els municipis de Gjemnes i Eide es troben a l'est.
El curt fiord de Fræna es troba al centre del municipi. Les zones costaneres són baixes i pantanoses, mentre que l'interior del municipi és muntanyós. Les dues muntanyes més destacades són Jendemsfjellet i Heiane. Les illes Bjørnsund es troben davant de la costa nord-oest de Fræna. Ara estan deshabitades, però el far de Bjørnsund encara està en funcionament.